# MarPiccolo (colonna sonora)
MarPiccolo, pubblicato il 6 novembre 2009, è la colonna sonora dell'omonimo film, diretto da Alessandro Di Robilant, a cura della band italiana Mokadelic.

## Il disco
Registrato presso il Soundclub Recording di Marino (Rm) da Ernesto Ranieri. Mixato presso il Millennium Audio Recording di Roma da Fabio Ferri. Masterizzato da Danilo Rossi.

## Tracce
1. Silent Antenna
2. Close To Ilva
3. Zumo Drive
4. Slot Father Down
5. Zumo Drive (version 2)
6. Gun Send
7. Zumo Drive (version 3)
8. Conrad
9. While I'm Waiting
10. Conrad (acoustic)
11. Kiss Party
12. Silent Antenna End

## Formazione

### Gruppo
- Alessio Mecozzi - chitarre, synths
- Cristian Marras - basso, glockenspiel, banjo mandolino, chitarra
- Alberto Broccatelli - batteria, percussioni
- Maurizio Mazzenga - chitarre, banjo mandolino
- Luca Novelli - piano, chitarre, diatonica, synths